# Аношки (Смолевицький район)
Аношки (біл. вёска Аношкі) — село в складі Смолевицького району Мінської області, Білорусь. Село підпорядковане Озерицько-Слобідській сільській раді, розташоване в центральній частині області. До 16 грудня 2009 року село входило до складу Прилепської сільради.